# Makoto Okazaki
Makoto Okazaki (født 10. oktober 1998) er en japansk fodboldspiller.
Han har spillet for flere forskellige klubber i sin karriere, herunder FC Tokyo.